# Арман-Дюмареск, Шарль Эдуард
Шарль Эдуард Арман-Дюмареск (фр. Charles Édouard Armand-Dumaresq; 1826, Париж — 1895, Париж) — французский живописец-баталист. Также работал с литографией.

## Биография

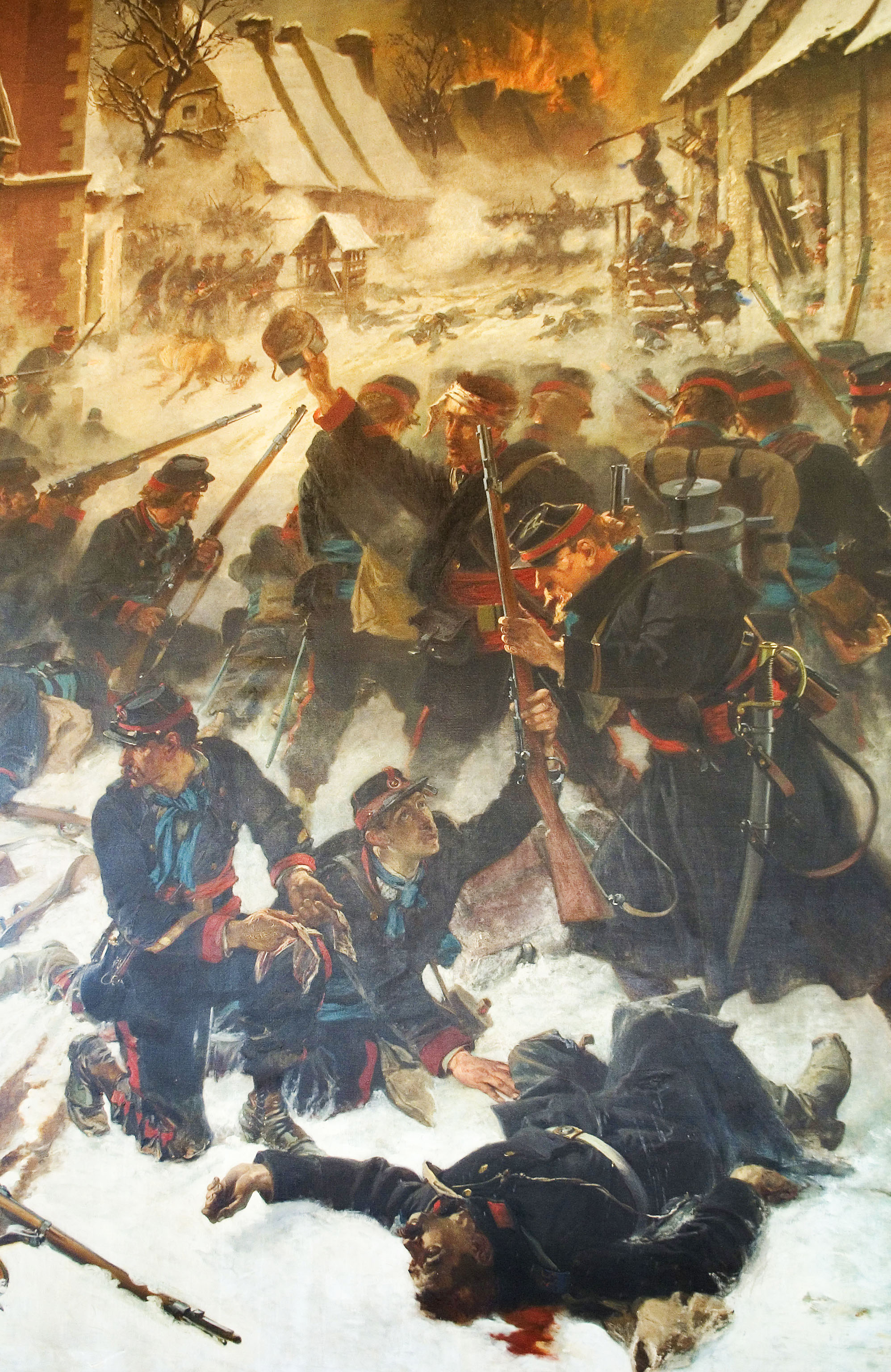
Битва при Бапоме

Шарль Эдуард Арман-Дюмареск родился 1 января 1826 года в Париже в семье художника Габриэля Армана (фр. Gabriel Armand).
Ученик колористической школы Кутюра, сначала занимался историческою живописью, но с 1854 года стал писать сражения и сцены солдатского быта. Сопровождал французские войска в походах в Алжир и Италию и повсюду изучал лагерную и боевую жизнь. Его картины нередко сочинены вопреки всем правилам композиции, но всегда полны оживления, верны действительности и отличаются сильным колоритом, порою впадающим в резкость. Наиболее замечательные в их числе — «Смерть на поле чести в 1812 году», «Взятие большого редута в Бородинском сражении», «Смерть генерала Бизо», «Эпизод из битвы при Сольферино», «Карл XII в Бендерах», «Камброн при Ватерлоо» и «Кирасирская атака при Эйлау».
Арман-Дюмареск являлся членом международного жюри Всемирной выставки в Париже в 1867 году.
Умер 6 марта 1895 года в Париже.

## Галерея

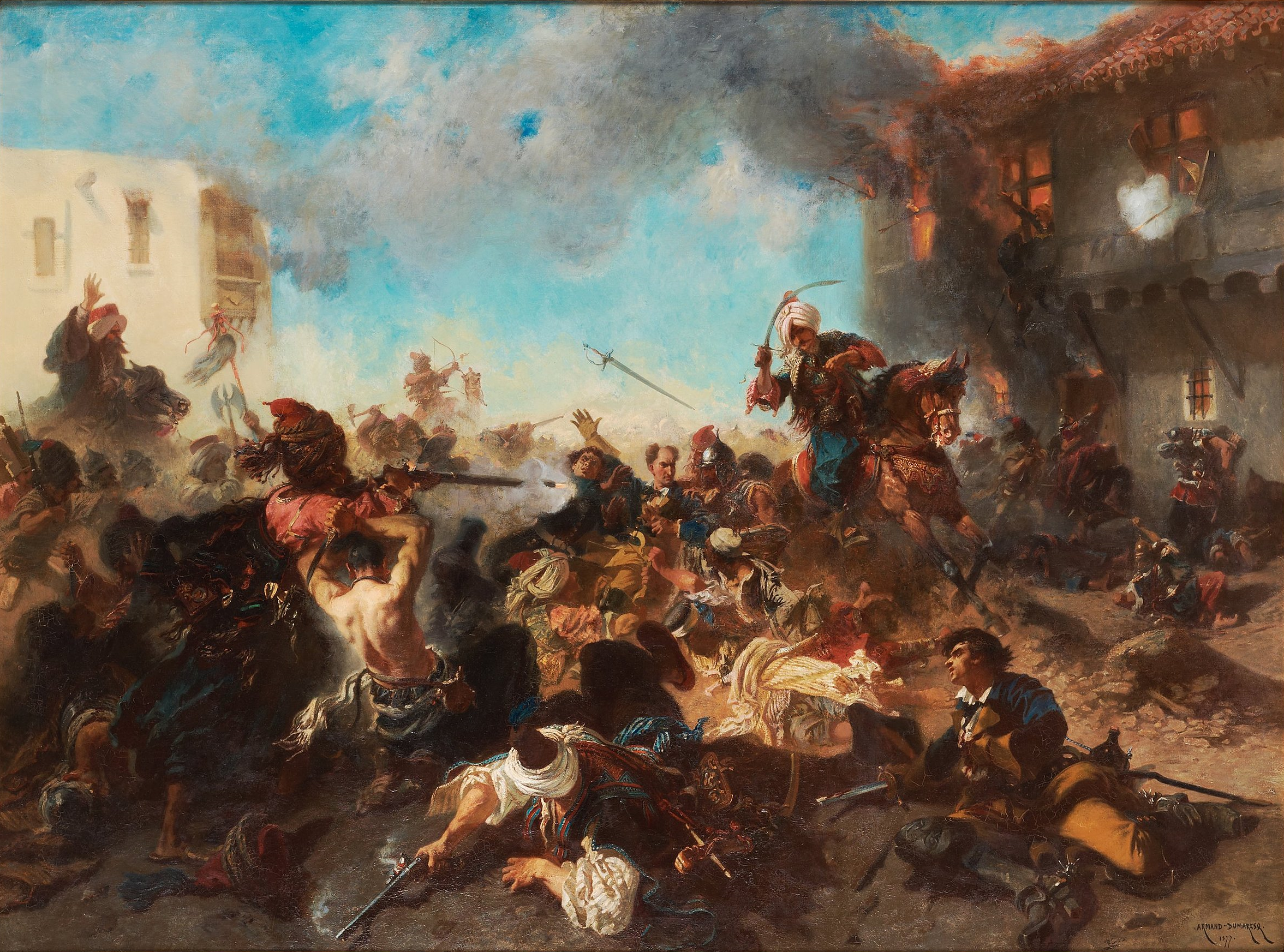
Калабалык (битва в Бендерах в 1713 году).
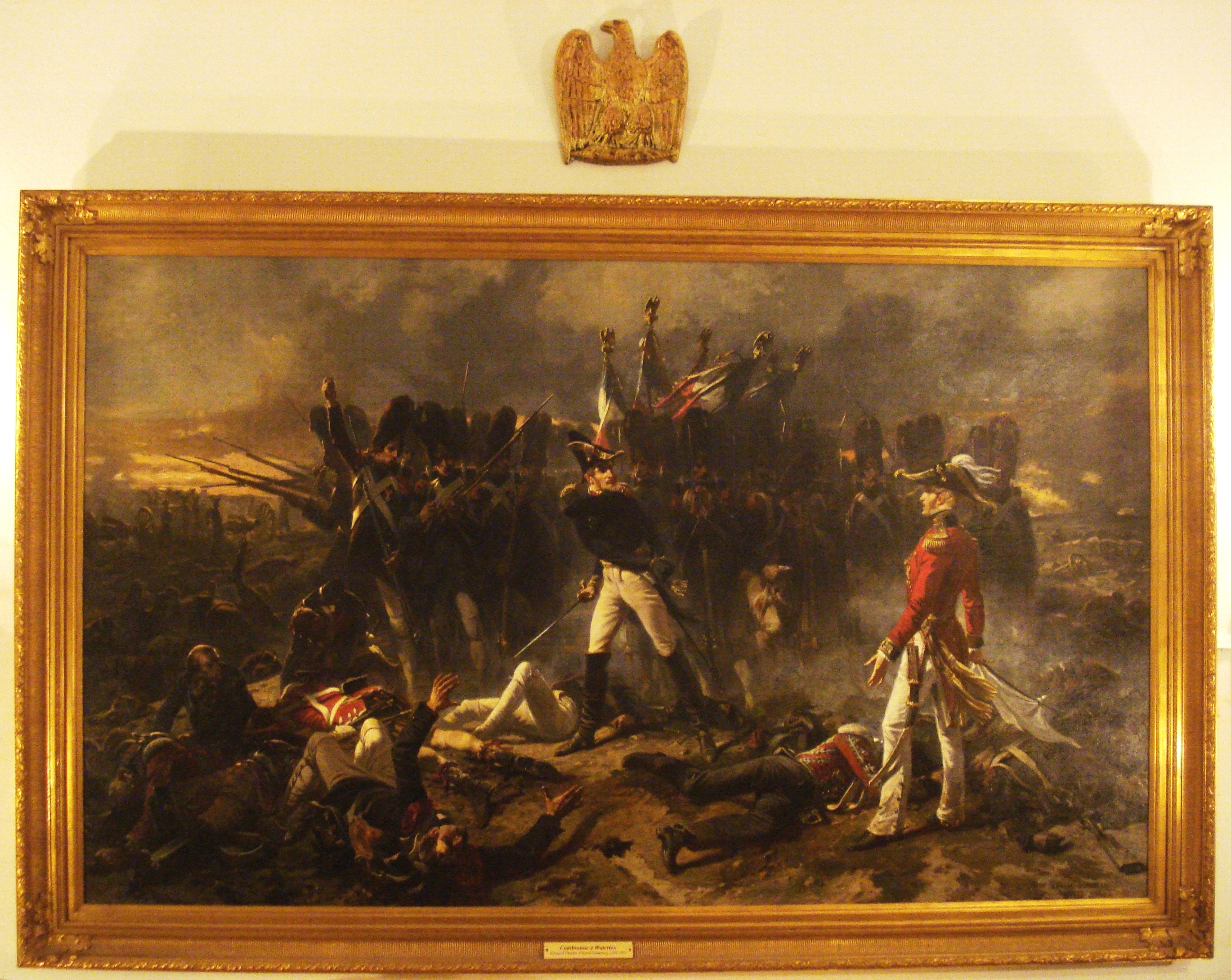
«Гвардия умирает, но не сдаётся!». Камбронн при Ватерлоо.
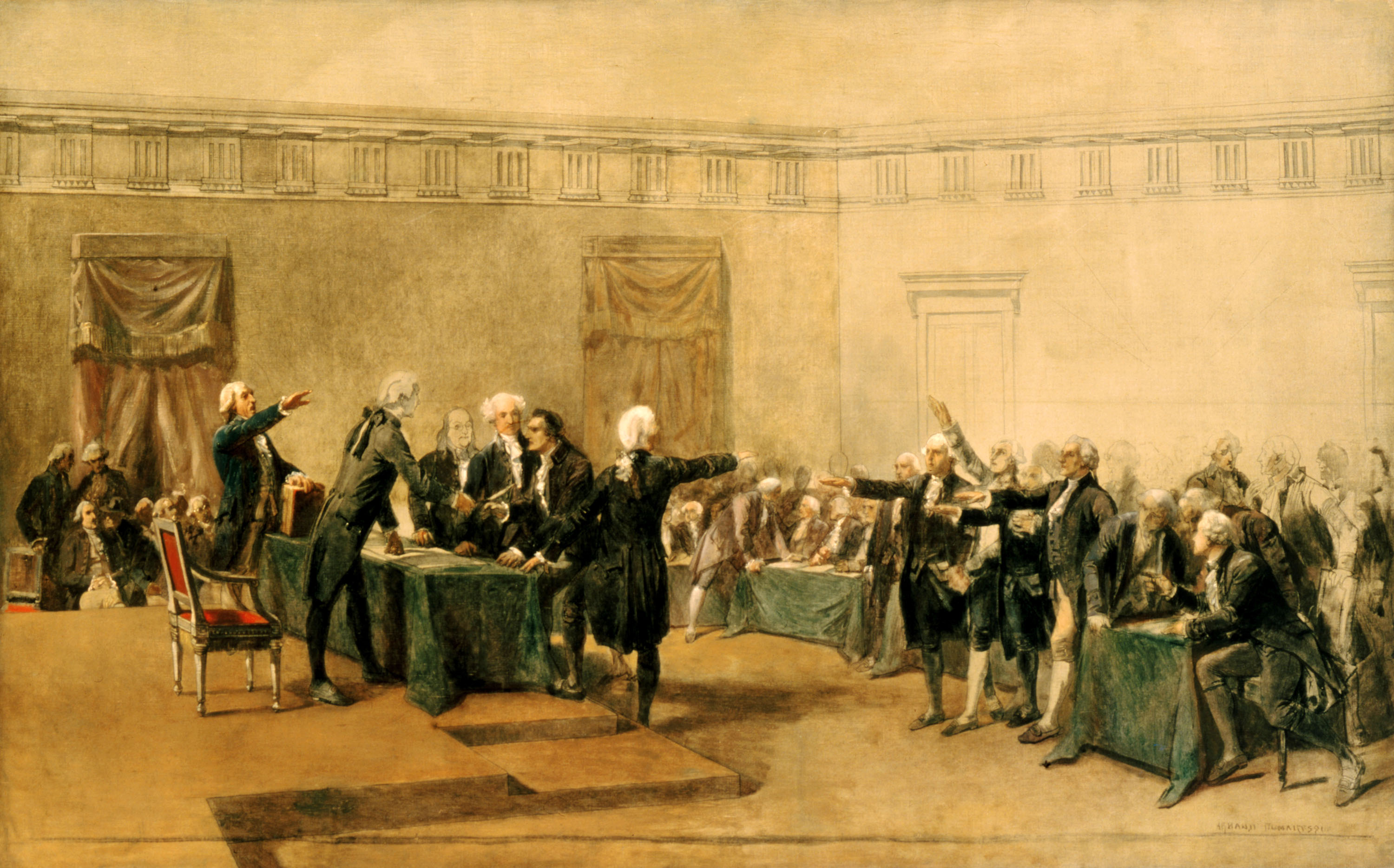
Принятие Декларации Независимости США.
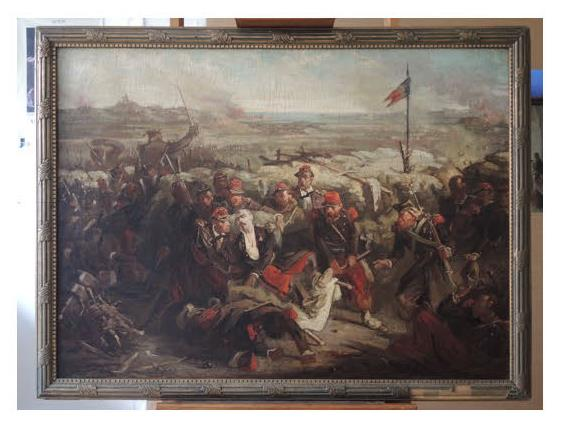
Смерть генерала Бизо в Севастополе.